# Konnotation
|  | Wiktionary har en ordboksartikel om konnotation. |

Konnotation (av medeltidslatin connotatio med betydelsen nedskriva, antyda, ge bibetydelse åt) är den associativa bibetydelse som hör ihop med en språklig term eller enskilt ord. 
Ett ords konnotation är inom språkvetenskap mängden av bibetydelser som ordet syftar på inklusive associationer präglade av känslor. 
Motsatsen, denotationen, är dess betydelse och det som en språklig term eller enskilt ord betecknar. Denotationen till ordet ficklampa är alla objekt som kan kallas ficklampor, Konnotationen är en lampa som är så liten att den ryms i en ficka[källa behövs].
Konnotation är synonymt med begreppet intension eller begreppsomfång; denotation är synonymt med extension (begreppsomfång). Distinktionen ska inte utan vidare jämställas med Freges begreppspar referens (Bedeutung) och mening (Sinn)[källa behövs].
Inom logik och filosofisk semantik har begreppen använts sedan John Stuart Mill.
Det går även att analysera bilder med stöd av konnotation och denotation för att skapa en förståelse för bildspråk.

## Exempel
Inom normalprosan kan ordet användas i betydelsen betydelse, bibetydelse, innebörd:
Skall gå att registrera runtom i världen. Positiv konnotation för företaget och hjälp att fylla varumärkesbygget med innehåll.
Inte ens i Mästersångarna i Nürnberg, vars antisemitiska konnotationer under ytans komiska anslag under senare år för övrigt dissekerats i detalj av forskare.[källa behövs]

I en vidare bemärkelse har denotation/konnotation använts i betydelsen bokstavlig eller ursprunglig betydelse resp. kulturell, symbolisk, överförd betydelse:
Ta till exempel James Bond. Ur en denotativ synvinkel är han hjälten i ett antal populära agentromaner och agentfilmer. Men konnotationerna kring James Bond omfattar sådant som sexism, rasism, egendomliga föreställningar om det engelska, Bonds personliga idiosynkrasier, brittiska säkerhetstjänsten, kalla kriget, föreställningar om amerikaner och ryssar etcetera.